# Studentenstreik
Ein Studentenstreik ist eine Form von Studentenprotest. Mit dem  Boykott von Vorlesungen und anderen Lehrveranstaltungen soll die Öffentlichkeit auf die Anliegen der Studierenden aufmerksam gemacht werden und Freiraum für diese geschaffen werden, sich an Aktionen beteiligen zu können. Anders als bei den Protesten der 68er-Bewegung sind Studentenstreiks in der Regel auf direkte Belange der Studierenden fokussiert, haben nur teilweise allgemeinpolitische Anliegen und verlaufen meist gewaltfrei.
1988/89 kam es, ausgehend von der Freien Universität Berlin mit bundesweiter Ausdehnung (zunächst vor allem Hessen, dann die ganze Bundesrepublik) zum sogenannten „UniMut“-Streik. Es war die erste größere Serie von Besetzungen von Instituten und Unigebäuden. Die FU Berlin wurde für fast ein ganzes Semester (bis 25. Februar 1989) von „Besetzungsräten“ verwaltet und zur sogenannten „Befreiten Uni“. Zahlreiche Institute wurden mit neuen Bezeichnungen versehen. In Frankfurt/Main ist die Situation geprägt von „neu entstandenen Formen der Selbstorganisation wie Aktionsausschüsse, Zentraler Fachschaftenrat, und Vollversammlungen“.
Folgen waren die Einführung von studentisch verwalteten Projekttutorien bis 2002 und die Einführung eines Reformstudiengangs in der Humanmedizin.
Der von der Universität Gießen ausgehende Studentenstreik 1997 gegen die Unterversorgung der Universitäten löste eine Protestwelle aus, die im Dezember 1997 mit bundesweiten zum Teil mehrwöchigen Studentenstreiks ihren Höhepunkt erlebte. Obwohl ein Großteil der deutschen Universitäten an den Protesten beteiligt war und die Ziele der Studierenden auch von Politik und Gesellschaft unterstützt wurden, ebbte die Protestwelle zu Beginn des Frühjahrs 1998 ab.
Im Sommer 2009 fand ein bundesweiter Bildungsstreik statt. Unter anderem auch aufgrund der Finanzkrise und der nahen Bundestagswahl, nicht zuletzt aber wegen angekreideter Mängel insbesondere beim neuen Bachelor/Master-System formierte sich in ganz Deutschland ein breites Bündnis aus Schülern, Studierenden und Auszubildenden. Die Streikwilligen organisierten besonders an Universitäten vorbereitende Koordinationstreffen. Die Gewerkschaft Erziehung und Wissenschaft (GEW) unterstützt in einem Beschluss des Gewerkschaftstages vom 27. April 2009 den Aufruf zum Bildungsstreik. Am Montag, den 15. Juni 2009, begann die zentrale Streikwoche mit symbolischen Besetzungen und spontanen Demonstrationen in mehreren deutschen Universitätsstandorten. In der folgenden Woche wurden durch zahlreiche Aktionen, Flashmobs sowie auch in Vorträgen und bei Podiumsdiskussionen die Missstände im Bildungswesen thematisiert. Die bundesweiten Demonstrationen in vielen deutschen Groß- und Universitätsstädten am 17. Juni brachten insgesamt etwa 250.000 Menschen auf die Straßen.
Für den Herbst 2009 waren weitere bundesweite Aktionen im Rahmen des Bildungsstreiks geplant.
Die Durchführung von Studentenstreiks ist unter den Studierenden selbst umstritten, da die Studenten kein Produkt produzieren wie Arbeiter, sondern selbst „Produkt“ der Universität sind (Humankapital). Anders als bei Streiks von Arbeitnehmern entsteht für die bestreikten Universitäten kein wirtschaftlicher Verlust und die Universitäten sind meistens auch nicht die Streikgegner. Vielmehr sind es die Studierenden selbst, die durch den Verzicht auf Lehrveranstaltungen einen Verlust hinnehmen müssen. Der Streik hat somit zunächst eher eine symbolische Bedeutung, kann aber bei ausreichender Beteiligung (wie 2006 in Frankreich beim Protest gegen den CPE) auch direkte politische Wirkung entfalten, vergleichbar mit der von Streiks bei Arbeitnehmern.
Häufig sind Studentenstreiks von anderen Aktionen begleitet (Vorlesungen im öffentlichen Raum, Medienaktionen).
Mit einem Studentenstreik in Prag am 18. November 1989 begann in der Tschechoslowakei die Samtene Revolution.